# Lasioglossum oblitum
Lasioglossum oblitum är en biart som först beskrevs av Smith 1879.  Lasioglossum oblitum ingår i släktet smalbin, och familjen vägbin. Inga underarter finns listade i Catalogue of Life.

## Bildgalleri

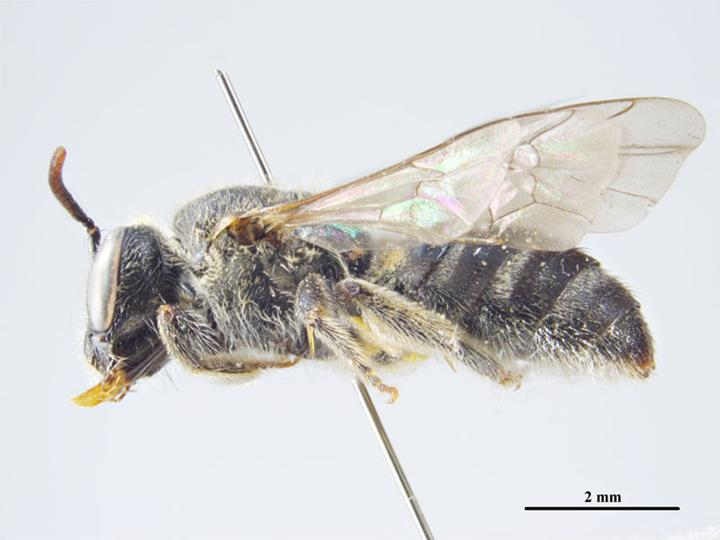